# Telmo de Lima Freitas
Telmo de Lima Freitas (São Borja, 13 de febrero de 1933 - 18 de febrero de 2021) fue un cantante y compositor brasileño de música gaúcha.

## Discografía
- O Canto de Telmo de Lima Freitas
- Alma de Galpão
- De Pé no Estribo
- Rastreador
- A Mesma Fuça
- Aparte